# 灰姑娘 (2021年電影)
《灰姑娘》（英語：Cinderella）是一部2021年音樂浪漫喜劇電影，改編自夏爾·佩羅的同名童話故事，由詹姆斯·柯登發想故事，凱·卡農撰寫劇本和導演，並由哥倫比亞影業和Fulwell 73製作。電影在2021年9月3日上線Amazon Prime Video。

## 制作
本片與2019年4月開始製作，哥倫比亞影業宣布這將會是一個音樂劇風格的仙杜瑞拉電影。歌手卡蜜拉·卡貝優飾演同名主角仙杜瑞拉，該片亦是她的影視處女作。伊迪娜·曼佐、比利·波特、尼可拉斯·葛拉辛、約翰·莫蘭尼、米西·艾略特、米妮·崔佛、皮爾斯·布洛斯南等人飾演配角。故事背景設定於現代，圍繞在與後母和兩個繼姐的仙杜瑞拉。主體拍攝於2020年2月在英國開始。由於新冠肺炎疫情緣故，拍攝於2020年3月中斷。2020年8月，劇組回歸拍攝並於9月結束。2021年9月3日，該片於Prime Video上線。

## 外部連結
- 互联网电影数据库（IMDb）上《灰姑娘》的资料（英文）
- 爛番茄上《灰姑娘》的資料（英文）
- Box Office Mojo上《灰姑娘》的資料（英文）